# Alexandre Falguière
Alexandre Falguière, teljes nevén Jean Alexandre Joseph Falguière (Toulouse, 1831. szeptember 7. – Párizs, 1900. április 20.) francia szobrász és festő.

## Pályafutása

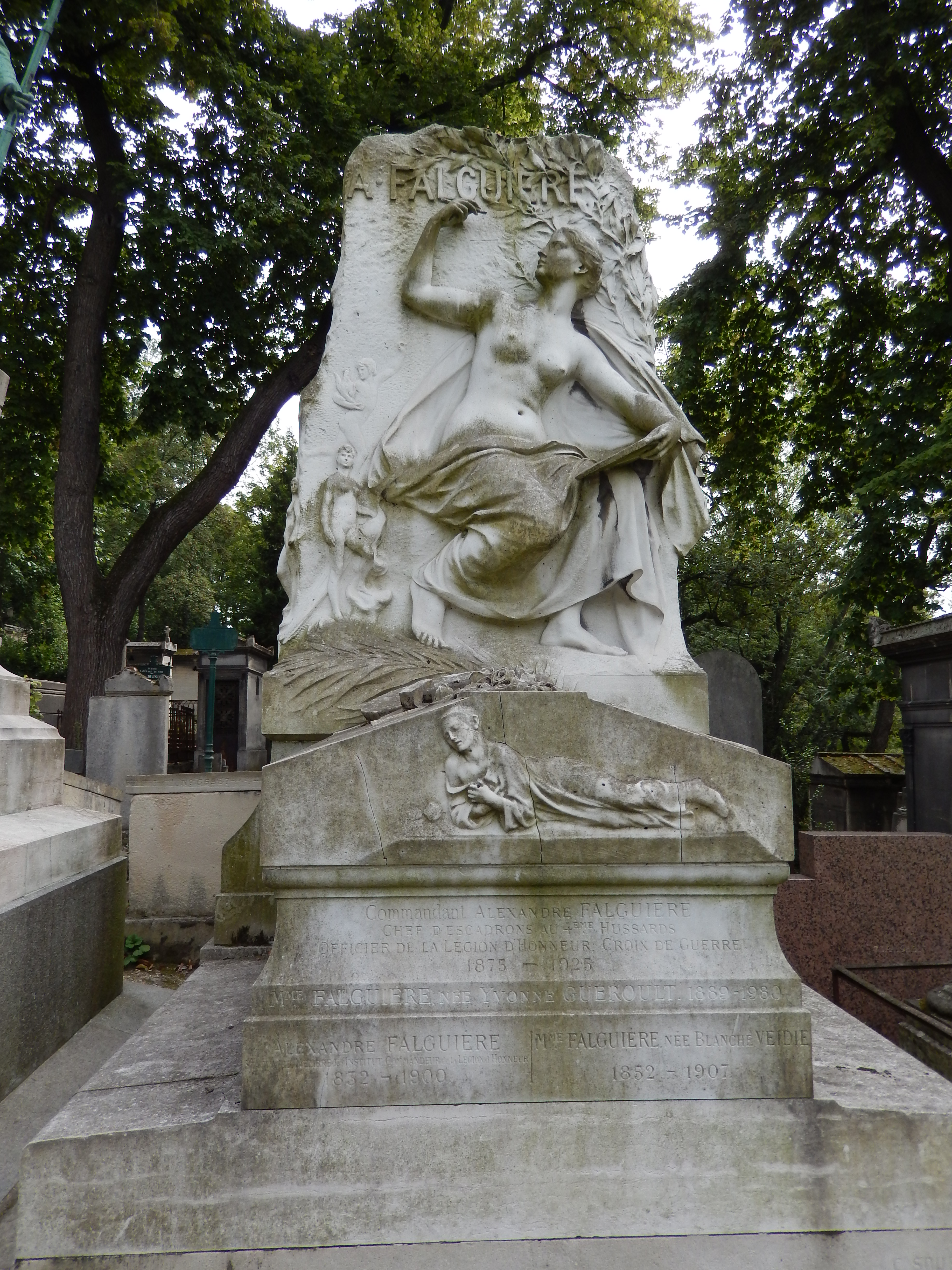
Falguière síremléke, Párizs, Père-Lachaise temető. Laurent Marqueste műve

Toulouse-ban született a Valade utca 5. szám alatt, apja, Joseph, asztalos volt.
Bernard Griffoul-Dorval szobrász osztályába került a toulouse-i Képzőművészeti és Iparművészeti Iskolában (École supérieure des Beaux-Arts de Toulouse). Itt elért sikerei eredményeként ösztöndíjat kapott, hogy Párizsban folytathassa a képzését, azonban egzisztenciájának megteremtése érdekében előbb munkába állt Albert-Ernest Carrier-Belleuse szobrászművész igen jól menő cégénél, majd Jean Louis Chenillion mellett dolgozott.
1854-től tanult az École des Beaux-Arts-ban, ahol Jouffroy tanítványa volt, de nem követte mestere klasszikus irányát, hanem kezdettől fogva a művészi valóságábrázolás híve volt, így a realizmus egyik első mesterének tartják, bár őt az antik szellem is befolyásolta. Tulajdonképpeni eleme a kisplasztika, kedvenc kísérleti anyaga az agyag. 1859-ben elnyerte a Római Díjat a „Mézence blessé, sauvé par l'intrépidité de son fils Lausus” (A megsebesült Mezentius, akit fia, Lausus bátorsága mentett meg) című bazalt domborművével, párhuzamosan Louis-Léon Cugnot-val, aki azonos témájú reliefjével szintén elnyerte a díjat. Az ösztöndíj birtokában 1860 és 1864 között a Villa Medici lakója volt, ahol 1861-ben újra találkozott toulouse-i földijével, Raymond Barthélemyvel, aki 1860-ban nyerte el a Római Díjat, és aki egykor Toulouse-ban ugyancsak Griffoul-Dorval tanítványa volt.
Párizsba visszatérve már hírneve volt, a rue de l'Ouest 36.(Luxembourg kerület, ma rue d'Assas 68.) szám alatt lakott.
1864-ben nagy sikert aratott bronzalakjával, mely egy kakasviadalban győztes fiút ábrázol („Le Vainqueur au combat de coqs”), és 1869-ben Szent Tarzíciusz vértanúságát ábrázoló szoborművével. Azután elkészítette a Dráma alakját a párizsi új opera számára (1869), Pierre Corneille ülőszobrát a Comédie-Française számára, az Egyiptomi táncosnőt (1873), Toulouse város megbízásából Svájc allegorikus alakját, aki egy francia katonát támogat (1875),  a Zenét, az Asszonyt pávával, Lamartine szobrát Mâconban (1878). Tőle való Ázsia alakja az 1878. évi párizsi világkiállítás Trocadéro palotája előtti szökőkúton, jelenleg a párizsi Musée d'Orsay előtt öt másik, hasonló méretű öntöttvas szoborral együtt látható, amelyek mindegyike egy-egy kontinenset (Észak és Dél-Amerika külön) képvisel.
1882-ben a párizsi École des Beaux-Arts professzorává nevezték ki, és a Művészeti akadémia (Académie des Beaux-Arts) tagjává választották. Falguière tanítványai közé tartozott Antonin Mercié, Alfred Jean Halou, Laurent Marqueste, Gaston Schnegg, Camille Crenier, Achille Jacopin, Maurice Bouval és Jean-Marie Mengue, akik közül a leghíresebb Antoine Bourdelle volt.
1882-ben feltűnést keltett Diana istennő szobrával, 1883-ban elkészítette Gambetta szobrát Cahors-ban, 1893-ban Grévyét Dijonban. További emlékszobrai: Courbet admirálisról Abbeville-ben, Balzacról Párizsban az Avenue de Friedlandon, Lafayettről, Washingtonban). Ezután a párizsi Pantheon számára készített egy forradalmat dicsőítő csoportozatot. Legkedvesebb témája a meztelen női test, amelyet tökéletes tudással, francia könnyedséggel mintázott meg. Mellszobrai is értékes alkotások. Festéssel is foglalkozott, de képei (A birkózók, 1875; Káin és Ábel; az Ülő Diána, Keresztelő János lefejezése; Sphynx stb.) kevésbé keltették fel a közfigyelmet. 1898-ban Falguière-t bízták meg a Balzac-emlékmű elkészítésével, miután a „Société des gens de lettres”, a szponzorai elutasították, hogy Auguste Rodin-től rendeljenek egy ilyen művet. Az ügy botrányt okozott, amelyet a sajtó „második Dreyfus-ügynek” nevezett, mivel Émile Zola Rodin-t támogatta. Annak bizonyítására, hogy ez az epizód semmiképpen sem befolyásolta barátságukat, Falguière egy Rodin mellszobrot készített az 1897-es Párizsi Szalonra, Rodin pedig egy Falguière mellszobrot.
A közmegbízások közül kiemelhetjük Charles Lavigerie bíboros bayonne-i emlékművét, amelynek gipszpéldányát Toulouse-ban, a Musée des Augustinsban őrzik, a Pèire Godolin emlékművet Toulouse-ban, a Léon Gambetta emlékművet Cahors-ban, a Gilbert du Motier de La Fayette emlékművet Washingtonban.
1878-ban a francia becsületrend tisztjévé, 1889-ben parancsnokává avatták.
Betegségtől legyengülve Nîmes-be utazott, hogy felállítsák az Alphonse Daudet-emlékművét. Néhány órával a Párizsba való sietős visszatérése után, 1900. április 19-én Alexandre Falguière meghalt a rue d'Assas 68. szám alatti otthonában, özvegyét, a nála 19 évvel fiatalabb Blanche Charlotte Virginie néven született „Veidie”-t hagyva maga után. A lakóházuk előtt felállított díszes ravatalt a világ minden részéről megjelent gyászolók koszorúzták meg. „Magyar színekben pompázó koszorút helyezett el Zala György, jeles magyar szobrászművész, a budapesti képzőművészeti társaság elnöke a párizsi magyar művészek nevében, Kallós Ede és Szirmai Antal magyar szobrászok kíséretében.” Négylovas hintón kísérte a gyászmisére a menet, majd további szertartások kíséretében temették el a Père-Lachaise temetőben.
Párizs 15. kerületében utcát, teret neveztek el róla (Rue Falguière), (Place Falguière), s emiatt egy metróállomás is viseli az ő nevét a metró kerületi vonalszakaszán. Az 1900-as évek elején a Cité Falguière nevezetű zsákutca műteremlakásaiban sok művész lakott (köztük magyarok is).

## Fordítás
Ez a szócikk részben vagy egészben  az   Alexandre Falguière című francia Wikipédia-szócikk ezen változatának fordításán alapul.  Az eredeti cikk szerkesztőit annak laptörténete sorolja fel. Ez a jelzés csupán a megfogalmazás eredetét és a szerzői jogokat jelzi, nem szolgál a cikkben szereplő információk forrásmegjelöléseként.